# Geostiba nubigena
Geostiba nubigena är en skalbaggsart som beskrevs av Lohse och Ales Smetana 1988. Geostiba nubigena ingår i släktet Geostiba och familjen kortvingar. Inga underarter finns listade i Catalogue of Life.